# سقوط (فیلم ۲۰۲۲)
سقوط (انگلیسی: Fall) یک فیلم بقا و دلهره‌آور به کارگردانی و نویسندگی اسکات مان است که در ۲۰۲۲ منتشر شد. بازیگران فیلم گریس فولتن، ویرجینیا گاردنر، میسون گودینگ و جفری دین مورگان هستند. این فیلم دربارهٔ دو زن است که از یک برج رادیویی ۲۰۰۰ فوتی (۶۰۰ متر) بالا می‌روند و در بالای آن گیر می‌افتند که راهی نیز برای پایین آمدن وجود ندارد.
سقوط در ۱۲ اوت ۲۰۲۲ در ایالات متحده منتشر شد. این فیلم به‌طور کلی نقدهای مثبتی دریافت کرد. منتقدان کارگردانی مان، فضاسازی، فیلمبرداری، تعلیق و بازی فولتن و گاردنر را ستودند، اما فیلم‌نامه، جلوه‌های ویژه و سرعت آن را نقد کردند. این فیلم بیش از ۱۶ میلیون دلار فروش جهانی داشت.

## داستان
بکی، همسرش دن، و دوستشان هانتر در حال صخره‌نوردی هستند که دن تعادلش را از دست می‌دهد و سقوط می‌کند و جان می‌بازد. یک سال بعد، بکی درگیر غم و اندوهی عمیق شده، از دیگران فاصله گرفته و به فکر خودکشی افتاده است. رابطه‌اش با پدرش نیز تیره شده، زیرا پدرش باور دارد دن در صورت وقوع چنین حادثه‌ای برای بکی، این‌گونه سوگواری نمی‌کرد.
در سالگرد مرگ دن، هانتر به سراغ بکی می‌آید و او را دعوت می‌کند تا برای یافتن نوعی آرامش و خداحافظی با گذشته، با هم از یک برج مخابراتی متروکه و 610 متری به نام B-67 در دل کویر بالا بروند و خاکستر دن را از بالای آن پخش کنند. بکی با تردید می‌پذیرد.
پس از رسیدن به پایه‌ی برج، با استفاده از نردبان‌های زنگ‌زده بالا می‌روند و به سکویی کوچک در نوک برج می‌رسند. هانتر بکی را تشویق می‌کند تا لحظه‌ای از لبه‌ی سکو آویزان شود و آن را برای شبکه‌های اجتماعی ثبت کند. بکی خاکستر دن را در هوا پخش می‌کند و آنها تصمیم به بازگشت می‌گیرند، اما ناگهان بخشی از نردبان جدا می‌شود و راه برگشت را مسدود می‌کند. بکی در این سقوط جزئی زخمی می‌شود و کوله‌پشتی‌شان که حاوی آب و پهپاد است، روی یک دیش ماهواره‌ای پایین‌تر می‌افتد.
به‌دلیل تداخل سیگنال‌های برج، تلفن‌هایشان آنتن نمی‌دهد. آنها با راهکارهای مختلف سعی می‌کنند کمک بگیرند، از جمله انداختن گوشی داخل کفش از ارتفاع، اما موفق نمی‌شوند. حتی زمانی که دو مرد با سگ از آن نزدیکی عبور می‌کنند و آنها با شلیک نورافشان کمک می‌خواهند، آن افراد نه‌تنها کمکی نمی‌کنند، بلکه خودروی آنها را می‌دزدند.
بکی روی پای هانتر عدد "1-4-3" را به‌صورت تتو می‌بیند؛ رمزی که دن برای ابراز عشق استفاده می‌کرد. هانتر اعتراف می‌کند که پیش از ازدواج بکی با دن، با او رابطه داشته است.
روز بعد، هانتر با استفاده از طناب به پایین می‌رود تا کوله‌پشتی را پس بگیرد. هرچند موفق می‌شود کیف را ببندد و بفرستد بالا، اما خودش سقوط کرده و می‌میرد، چیزی که بکی بعداً از طریق یک توهم و حمله‌ی یک کرکس به پیکر بی‌جان هانتر درمی‌یابد.
بکی با استفاده از نور هشدار بالای برج، پهپاد را شارژ می‌کند و با پیام کتبی آن را به سوی یک متل نزدیک می‌فرستد، اما پهپاد در برخورد با یک کامیون نابود می‌شود. در حالی‌که از تشنگی به شدت ضعیف شده، کرکسی به پای زخمی‌اش حمله می‌کند و بکی آن را می‌کشد و بخشی از گوشتش را می‌خورد تا زنده بماند. پس از آن، پایین می‌رود، گوشی را داخل کفش هانتر می‌گذارد و پیکرش را به پایین می‌اندازد تا پیام ارسال شود.
در نهایت نیروهای امداد می‌رسند و بکی نجات پیدا کرده و با پدرش دوباره دیدار می‌کند.

## بازیگران
- گریس فولتن در نقش بکی
- ویرجینیا گاردنر در نقش هانتر
- میسون گودینگ در نقش دن: همسر بکی و معشوقه مخفی هانتر
- جفری دین مورگان در نقش پدر بکی

## تولید

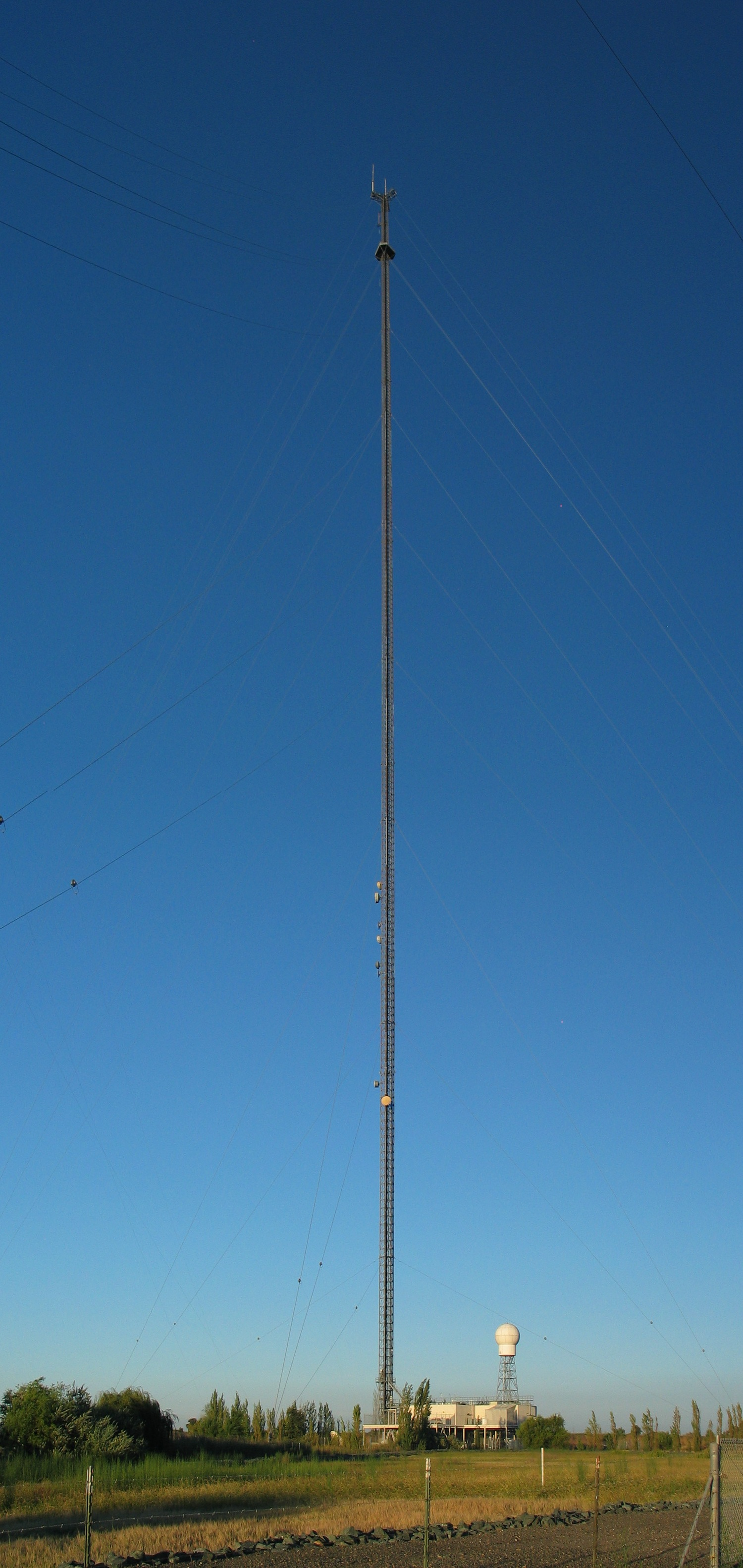
برج KXTV/KOVR کالیفرنیا الهام‌بخش ظاهر برج رادیویی در فیلم بود.

هزینه ساخت این فیلم ۳ میلیون دلار بود. این فیلم با فرمت آی‌مکس در کوه‌های سایه، در صحرای موهاوی کالیفرنیا فیلمبرداری شده‌است. پس از پایان تولید، لاینزگیت فیلمز حقوق پخش فیلم را بدون حداقل تضمین برای تهیه‌کنندگان به دست آورد. پس از اینکه پاییز در نمایش‌های آزمایشی خوب عمل کرد، لاینزگیت تصمیم گرفت آن را در سینماها عرضه کند.

## انتشار
این فیلم در ۱۲ اوت ۲۰۲۲ توسط لاینزگیت در سینماهای ایالات متحده اکران شد. لاینزگیت ۴ میلیون دلار برای اکران و تبلیغات فیلم هزینه کرد.

## گیشه
این فیلم در روز اول اکران ۹۲۳٫۰۰۰ دلار فروخت. این فیلم برای اولین بار به ۲٫۵ میلیون دلار رسید و در گیشه دهم شد. این فیلم در آخر هفته دوم ۱٫۳ میلیون دلار فروش داشت که ۴۷ درصد کاهش داشت.

## بازخورد منتقدان
این فیلم در جمع‌آوری بازبینی راتن تومیتوز از ۱۱۲ بررسی، میانگین امتیاز ۷۵٪ و نمرهٔ ۶٫۳/۱۰ را کسب کرده‌است. اجماع منتقدان چنین می‌گوید: «سقوط که اساساً پوچ و در عین حال به‌اندازه عنوانش مینیمالیستی خاطره‌انگیز است، یک آدرنالین تندی برای تماشاگرانی است که مایل به تعلیق ناباوری هستند.» در متاکریتیک از بین ۲۰ منتقد بر اساس نقدهای وزنی امتیاز ۶۰ از ۱۰۰ را به فیلم دادند که نشان‌دهنده «بررسی‌های مختلط یا متوسط» است. مخاطبان سینماسکور از A+ تا F رتبهٔ «B» را به فیلم دادند، درحالی که در پست‌ترک امتیاز ۶۹٪ به فیلم داده شد و ۴۴٪ مخاطبان گفتند که فیلم را قطعاً پیشنهاد می‌کنند.